# Moselotte
Moselotte är en flod i den franska regionen Lorraine, departementet Vogeserna. Den rinner upp i Vosges, i den regionala naturparken Ballons des Vosges. Dess källa ligger vid Hohneck ("Fontaine de la Duchesse"), i kommunen La Bresse. Moselotte rinner västerut och efter 48 km i kommunen Saint-Étienne-lès-Remiremont, nära den lilla staden Remiremont, rinner den ut i Mosel. Med sin vattenvolym på 13,7 m³/s är den 40 % större än Mosel där. Det är hydrologiskt den huvudsakliga bifloden till Moselflodsystemet. Dess upptagningsområde är till och med 60 % större.